# Họ Cá rô đồng
Họ Cá rô đồng hay họ Cá rô (danh pháp khoa học: Anabantidae) là một họ cá trong bộ Anabantiformes, trước đây xếp trong bộ Perciformes (bộ Cá vược), trong tiếng Việt được gọi chung là cá rô. Là các loài cá tai trong, chúng có cơ quan tai trong, một cấu trúc ở đầu cá, cho phép chúng "hít thở" oxy trong không khí. Các loài cá trong họ này nói chung hay được quan sát thấy hít thở không khí tại bề mặt nước; sau đó chuyển qua mang hay miệng của chúng khi lặn sâu xuống dưới mặt nước.
Các loài cá rô đồng có nguồn gốc từ châu Phi tới khu vực Nam Á và Đông Nam Á (kể cả Philippines). Chúng chủ yếu là các loài cá nước ngọt và rất ít loài sống trong các vùng nước lợ. Là các loài cá đẻ trứng, thông thường chúng bảo vệ cả trứng lẫn cá bột.
Các loài cá rô có khả năng "trườn" ra khỏi mặt nước và "rạch" trên cạn đi xa với một khoảng cách ngắn. Phương pháp di chuyển trên mặt đất của chúng là sử dụng các mảng xương chắn mang để hỗ trợ trong việc di chuyển bằng các vây và đuôi.
Cá rô đồng non còn gọi là cá rô ron.

## Các loài
Có khoảng 33 loài trong họ này, được phân ra làm 4 chi (một số tác giả chỉ chia thành 3 chi). 
- Chi Anabas
  - Anabas cobojius (Hamilton, 1822): cá rô sông Hằng, tìm thấy ở Ấn Độ.
  - Anabas testudineus (Bloch, 1792): cá rô đồng, tìm thấy ở Ấn Độ, Trung Quốc, Đông Nam Á tới khu vực đường Wallace.
- Chi Ctenopoma
  - Ctenopoma acutirostre Pellegrin, 1899: cá rô đốm, sinh sống trong lưu vực sông Congo.
  - Ctenopoma ashbysmithi Banister & Bailey, 1979: cá rô đốm Kindu. Tìm thấy tại khu vực tây nam Kindu, Cộng hòa Dân chủ Congo.
  - Ctenopoma gabonense Günther, 1896: Lưu vực sông Ogowe và sông Congo.
  - Ctenopoma garuanum (Ahl, 1927): cá rô đốm Garua. Tìm thấy tại Garua, Cameroon.
  - Ctenopoma houyi (Ahl, 1927): cá rô hồ Tchad. Tìm thấy tại hồ Tchad và các sông nhánh của hệ thống sông Niger.
  - Ctenopoma kingsleyae Günther, 1896: cá rô đuôi đốm. Sinh sống trong khu vực từ Senegal tới Cộng hòa Dân chủ Congo (Senegal, Gambia, Volta, Niger, Ogowe và lưu vực sông Congo)
  - Ctenopoma maculatum Thominot, 1886. Các sông ven biển, từ miền nam Cameroon tới Cộng hòa Dân chủ Congo; Tchad, Ogoué và lưu vực sông Congo.
  - Ctenopoma multispine Peters, 1844: cá rô nhiều gai. Sông Lufira, Lualaba-Upemba, Luapula-Moero tại Cộng hòa Dân chủ Congo, thượng lưu sông Zambezi tại Zambia và Cubango-Okovango-Ngami ở Angola và Botswana. Cũng có tại Kafue, các sông ven biển của Mozambique, Cuanza và các sông nhánh của hệ thống sông Congo.
  - Ctenopoma muriei (Boulenger, 1906): cá rô mắt đơn. Chad và lưu vực sông Niger, hồ Tanganyika và sông Nin. Cũng có tại các sông nhánh thượng nguồn sông Bénoué, sông Lualaba và trong khu vực các hồ Albert, Edward, George, Victoria.
  - Ctenopoma nebulosum Norris & Teugels, 1990. Đông nam Nigeria (các sông Sombreiro, Imo và Cross)
  - Ctenopoma nigropannosum Reichenow, 1875: cá rô hai đốm. châu thổ các sông Niger và Congo, bao gồm cả sông Ogowe tại Gabon
  - Ctenopoma ocellatum Pellegrin, 1899: cá rô đốm mắt. Lưu vực sông Congo
  - Ctenopoma pellegrini (Boulenger, 1902). Lưu vực sông Congo
  - Ctenopoma petherici Günther, 1864. Senegal, Niger, Cameroon, Gabon, Tchad và khu vực sông Nin.
  - Ctenopoma riggenbachi (Ahl, 1927): cá rô đốm Cameroon. Cameroon
  - Ctenopoma togoensis (Ahl, 1928): cá rô Togo. Kete Kratschi
  - Ctenopoma weeksii Boulenger, 1896. Thượng Congo
- Chi Microctenopoma
  - Microctenopoma ansorgii (Boulenger, 1912): cá rô vàng. Lưu vực sông Congo và Tây Phi nhiệt đới
  - Microctenopoma congicum (Boulenger, 1887): cá rô Congo. Lưu vực sông Congo và hồ Chad
  - Microctenopoma damasi (Poll & Damas, 1939). châu Phi, chi lưu hồ Edward
  - Microctenopoma fasciolatum (Boulenger, 1899): cá rô sọc. Lưu vực sông Congo và Tây Phi nhiệt đới
  - Microctenopoma intermedium (Pellegrin, 1920). Okavango, thượng và hạ lưu các sông Zambezi, Kafue, lưu vực St. Lucia, cũng như các sông nhánh phía nam của hệ thống sông Congo
  - Microctenopoma lineatum (Nichols, 1923): cá rô vằn. Sông Gribungui (lưu vực hồ Chad), Brazzaville và sông Itimbiri trong lưu vực sông Congo.
  - Microctenopoma milleri (Norris & Douglas, 1991): cá rô vằn Zaire. Hạ lưu sông Zaire
  - Microctenopoma nanum (Günther, 1896): cá rô lùn. Miền nam Cameroon, Gabon và lưu vực sông Congo.
  - Microctenopoma nigricans Norris, 1995.
  - Microctenopoma ocellifer (Nichols, 1928). Ankoro tại nơi hợp lưu của các sông Lualaba và Luvua, Cộng hòa Dân chủ Congo.
  - Microctenopoma pekkolai (RendAhl, 1935): cá rô vằn sông Nin Trắng. Tonga, sông Nin Trắng, Sudan
  - Microctenopoma uelense Norris & Douglas, 1995. Cộng hòa Dân chủ Congo: đông bắc Cộng hòa Dân chủ Congo phần thượng lưu sông Uele, thượng và trung lưu sông Ariwimi, sông nhánh của sông Congo Trung.
- Chi Sandelia
  - Sandelia bainsii Castelnau, 1861: cá đá Oos Kaap, tỉnh Eastern Cape (Mũi Đông), Nam Phi.
  - Sandelia capensis (Cuvier, 1829): cá rô Cape, Nam Phi.

## Linh tinh
Một loài cá nuôi trong bể cảnh khá giống ở bề ngoài, là cá chọi Xiêm (Betta splendens) đã từng được phân loại trong họ này, nhưng hiện nay được đặt trong họ Cá tai tượng (Osphronemidae).